# Operace Blesk
Operace Blesk (srbochorvatsky Operacija Bljesak/Операција Бљесак) představovala krátkou ofenzívu chorvatské armády (HV) vedená proti silám samovyhlášené Republiky Srbská Krajina (RSK) od 1. do 3. května 1995. K ofenzivě došlo v pozdějších fázích chorvatské války za nezávislost a byla první větší konfrontací po příměří a dohodě o hospodářské spolupráci podepsáné mezi Chorvatskem a RSK v roce 1994. Poslední organizovaný odpor RSK formálně ustal 3. května, přičemž většina vojáků se vzdala následujícího dne poblíž města Pakrac, ačkoli dočišťovací operace pokračovaly další dva týdny.
Operace Blesk byla strategickým chorvatským vítězstvím, jehož výsledkem bylo dobytí výběžku o rozloze 558 kilometrů čtverečních (215 čtverečních mil), který držely síly RSK soustředěné ve městě Okučani a jeho okolí. Město, které se rozkládalo na dálnici a železnici Záhřeb–Bělehrad, způsobilo Chorvatsku značné dopravní problémy mezi hlavním městem Záhřeb a východním regionem Slavonie a také mezi nesousedícími územími v držení RSK. Tato oblast byla součástí operace Organizace spojených národů na obnovu důvěry (UNCRO) západního sektoru pod mandátem mírových operací Rady bezpečnosti OSN v Chorvatsku. Útočící síla sestávala ze 7 200 chorvatských vojáků, podporovaných chorvatskou speciální policií, seskupených proti přibližně 3 500 vojákům RSK. V reakci na operaci armáda RSK bombardovala Záhřeb a další civilní centra, což způsobilo sedm úmrtí a zranění 205 lidí.
Při útoku zahynulo 42 chorvatských vojáků a policistů a 162 bylo zraněno. Oběti RSK jsou sporné – chorvatské úřady udávaly smrt 188 srbských vojáků a civilistů s odhadem 1 000–1 200 zraněných. Srbské zdroje na druhé straně tvrdily, že bylo zabito 283 srbských civilistů, na rozdíl od 83 hlášených Chorvatským helsinským výborem. Odhaduje se, že ze 14 000 Srbů žijících v regionu dvě třetiny okamžitě uprchly a další následovali v následujících týdnech. Odhaduje se, že do konce června zůstalo jen 1500 Srbů. Následně osobní zástupce generálního tajemníka Organizace spojených národů Jasuši Akaši kritizoval Chorvatsko za „masové porušování“ lidských práv, ale jeho prohlášení byla vyvrácena Human Rights Watch a do určité míry zpravodajem Komise OSN pro lidská práva Tadeuszem Mazowieckim.